# Kanton Corcieux
Kanton Corcieux (fr. Canton de Corcieux) byl francouzský kanton v departementu Vosges v regionu Lotrinsko. Skládal se ze 13 obcí. Zrušen byl po reformě kantonů 2014.

## Obce kantonu
- Arrentès-de-Corcieux
- Aumontzey
- Barbey-Seroux
- Champdray
- La Chapelle-devant-Bruyères
- Corcieux
- Gerbépal
- Granges-sur-Vologne
- Herpelmont
- La Houssière
- Jussarupt
- Rehaupal
- Vienville